# Bremen (Indiana)
Bremen ist eine Town im Marshall County im US-Bundesstaat Indiana. Sie liegt ca. 130 km östlich von Chicago.
Laut Angaben der US-amerikanischen Volkszählungsbehörde United States Census Bureau hatte Bremen im Jahre 2000 4486 Einwohner. Die Gemeindefläche betrug 5,9 km². Die Bevölkerungsdichte beträgt also 760 Einw./km².

## Geschichte
Die Siedlungsanfänge liegen im Jahr 1836, zuerst hieß der Ort noch Brothersville, wurde aber 1846 nach der deutschen Stadt Bremen in New Bremen umbenannt, da viele der frühen Siedler deutschen Ursprungs waren. Der Namensteil New fiel später weg und übrig blieb nur Bremen. Im März 1871 wurde Bremen offiziell zur Stadt ernannt.

## Demographische Daten
Nach dem United States Census 2000 lebten hier 4486 Menschen in 1689 Haushalten und 1177 Familien. Die Bevölkerungsdichte betrug 760 Einwohner pro km². Ethnisch betrachtet setzte sich die Bevölkerung zusammen aus 91,42 % weißer Bevölkerung, 0,16 % Afroamerikanern, 0,38 % amerikanischen Ureinwohnern, 0,31 % Asiaten und 6,53 % stammten aus anderen ethnischen Gruppen. 1,16 % stammten von zwei oder mehr Ethnien ab. 12,02 % der Bevölkerung waren spanischer oder latein-amerikanischer Abstammung.
Von den 1689 Haushalten hatten 34,5 % Kinder und Jugendliche unter 18 Jahren, die bei ihnen lebten. 56,0 % waren verheiratete, zusammenlebende Paare, 9,9 % waren allein erziehende Mütter und 30,3 % waren keine Familien. 26,9 % bestanden aus Singlehaushalten und in 13,3 % lebten Menschen im Alter von 65 Jahren oder darüber. Die Durchschnittshaushaltsgröße betrug 2,59 und die durchschnittliche Familiengröße betrug 3,14 Personen.
27,3 % der Bevölkerung waren unter 18 Jahre alt, 9,2 % zwischen 18 und 24, 27,4 % zwischen 25 und 44, 20,2 % zwischen 45 und 64 und 15,9 % waren 65 Jahre oder älter. Das Durchschnittsalter betrug 35 Jahre. Auf 100 weibliche Personen kamen statistisch 92,9 männliche Personen und auf 100 Frauen im Alter von 18 Jahren oder darüber kamen 88,9 Männer.
Das jährliche Durchschnittseinkommen eines Haushalts betrug 40.185 USD, das Durchschnittseinkommen der Familien 47.768 USD. Männer hatten ein Durchschnittseinkommen von 32.443 USD, Frauen 21.902 USD. Das Prokopfeinkommen betrug 17.073 USD. 4,2 % der Familien und 6,5 % der Bevölkerung lebten unterhalb der Armutsgrenze.

## Bilder

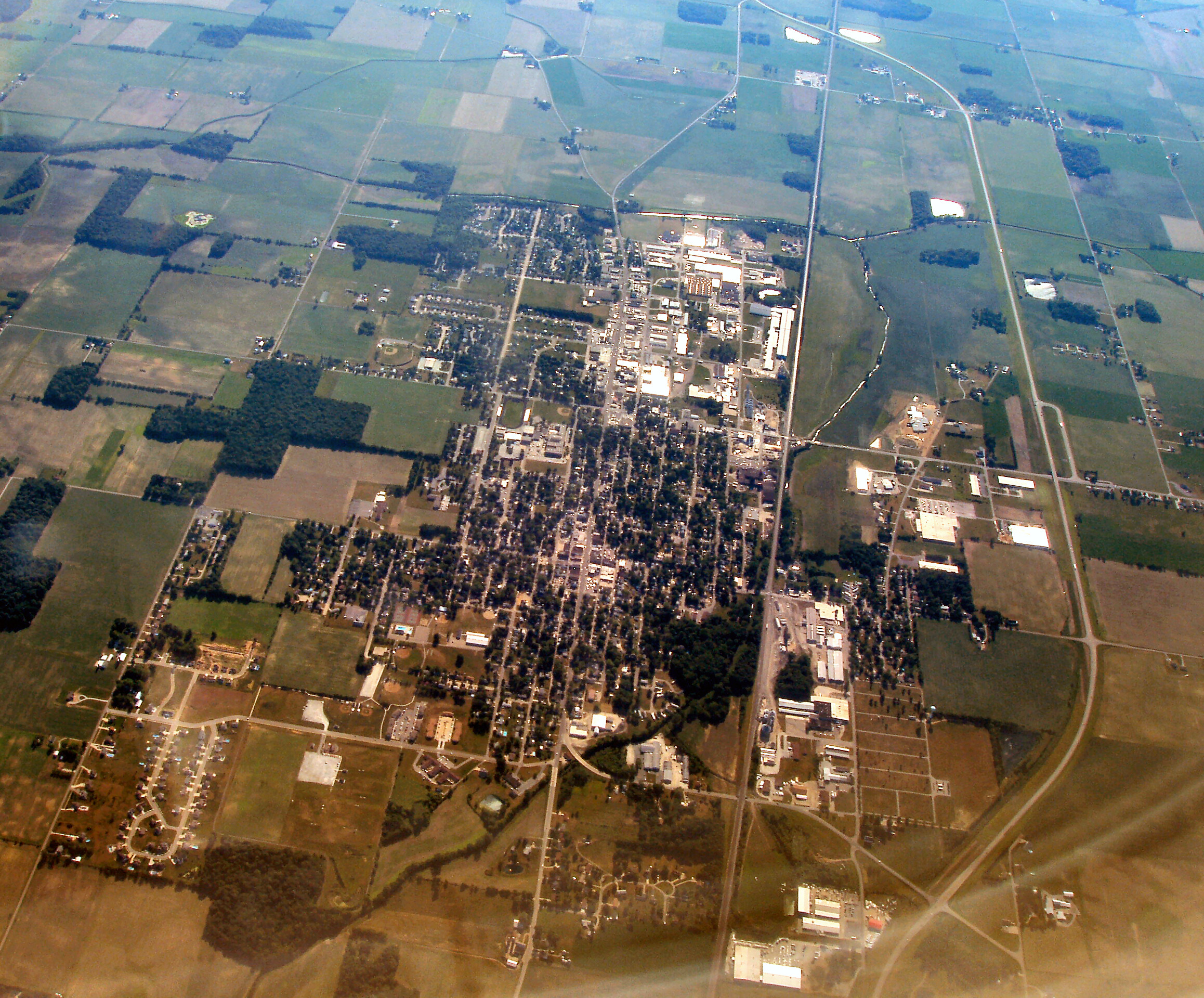
Bremen, Indiana, von oben
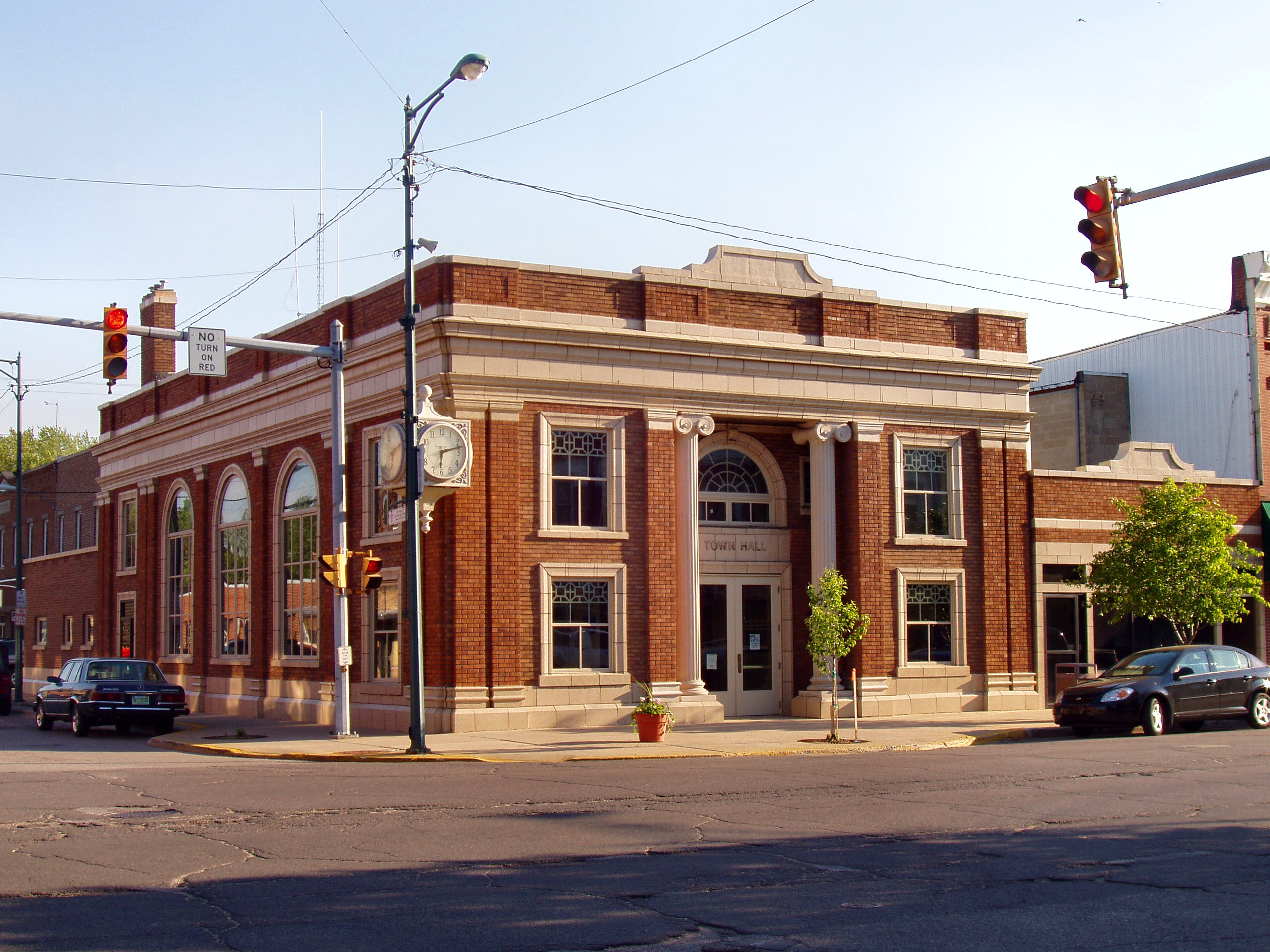
Town Hall
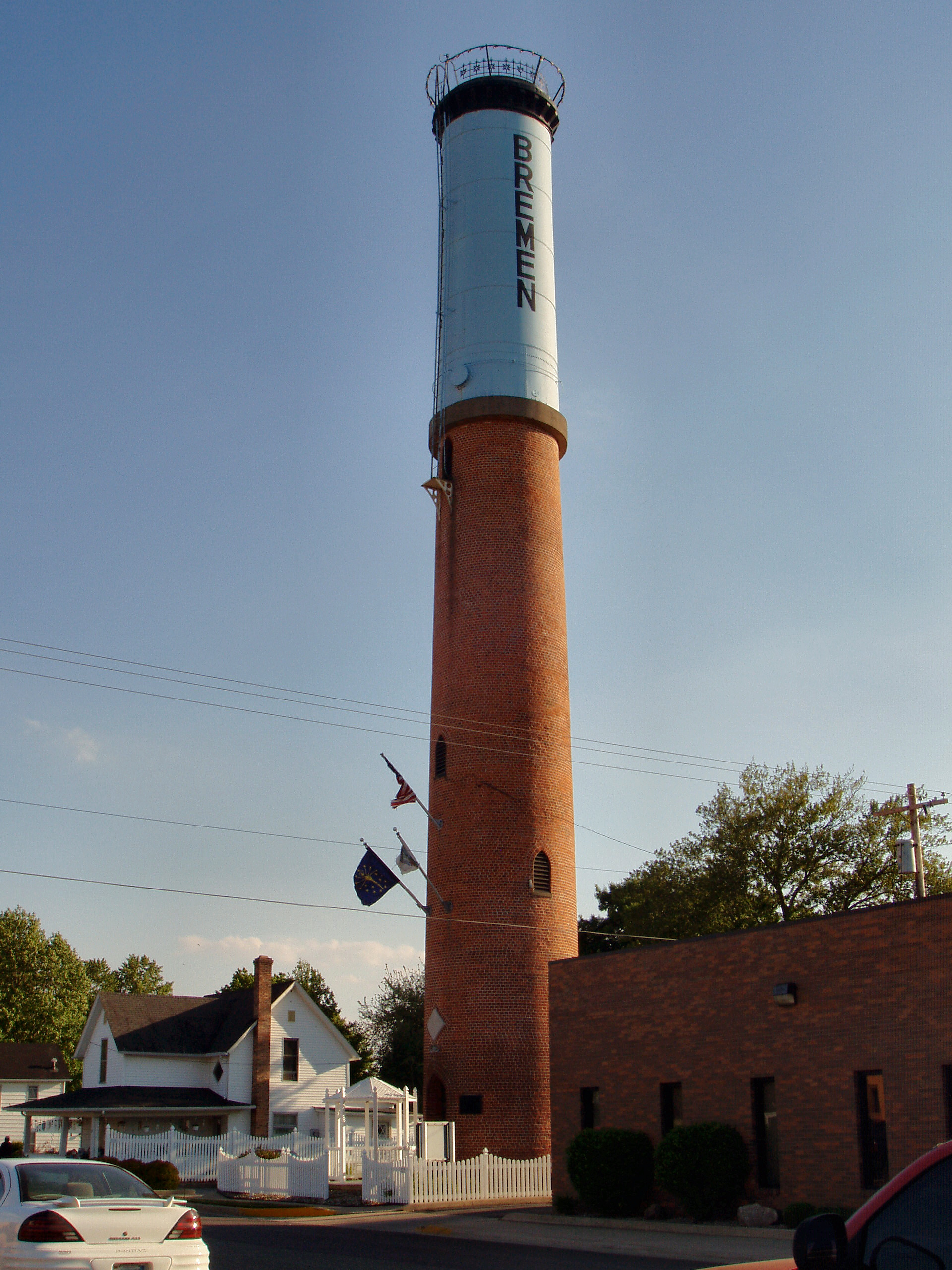
Alter Wasserturm
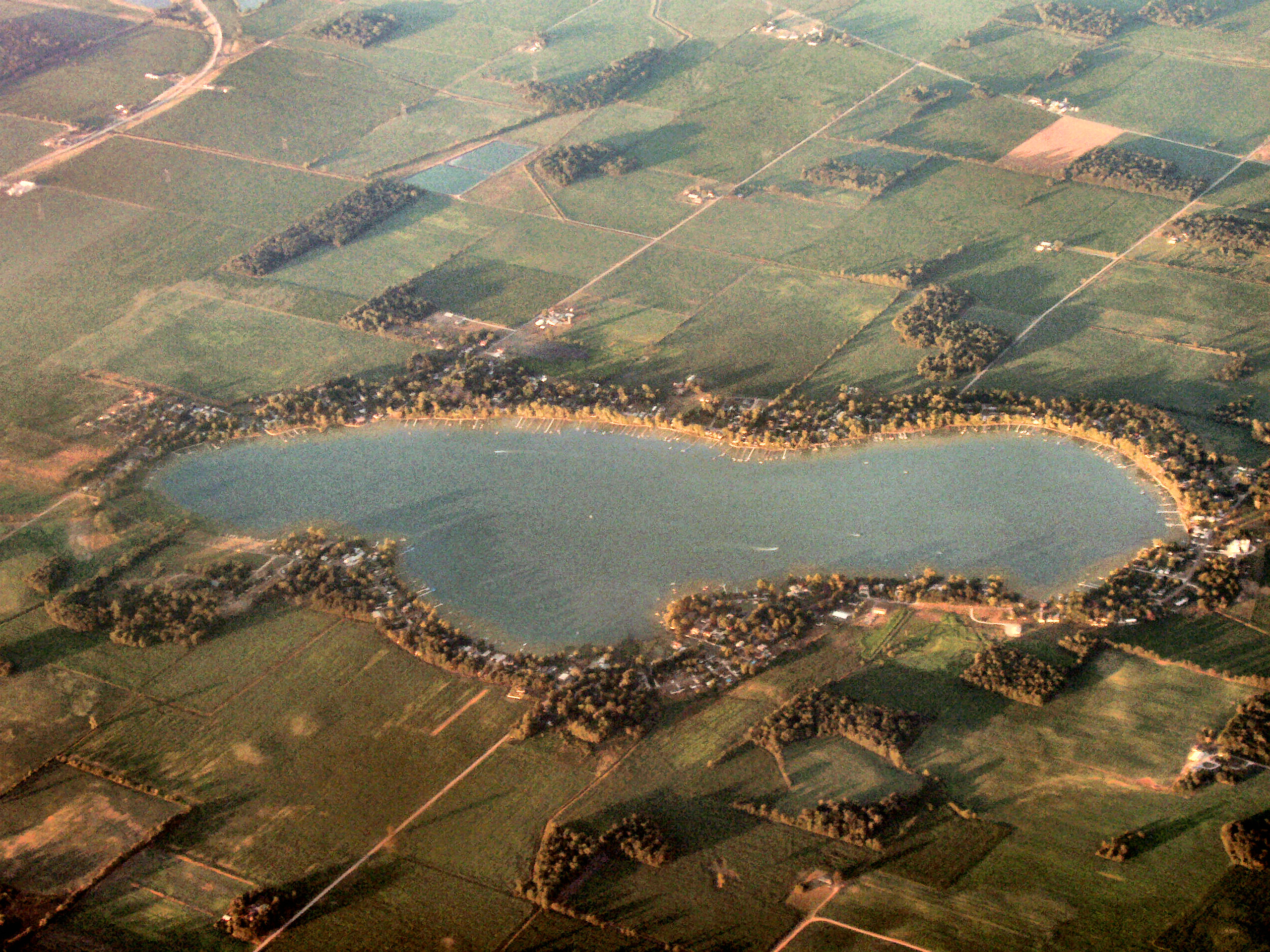
Lake of the Woods, südwestlich von Bremen